# Johan Fjellström
Johan William Fjellström, född 20 november 1970 i Norrköpings Hedvigs församling, Östergötlands län, är en låtskrivare och musikproducent från Norrköping bosatt i Stockholm sedan 1995. 1998 blev han låtskrivare på förlaget Universal Music. Johan Fjellström har bland annat skrivit och producerat låtar till artisterna BWO, Alcazar, Markoolio, Bosson, Victoria Silvstedt, Lutrica McNeal och Miio. Han har även medverkat i Melodifestivalen 2007 med bidraget La musica (Verona). Johan Fjellström skrev dokusåpahiten MediaHora till Big Brother som spelades in på Kanal 5 år 2000. Låten sålde guld på bara några veckor och blev Sveriges första hit som lanserades via TV och dokusåpa. Johan Fjellström har även skrivit musik till Fame Factory som gick i TV3 2004. 2001 skrev han låten Sorry till gruppen K-otic i Nederländerna (TV-PopStars), albumet sålde (trippel platina). 2007 blev Johan Fjellström nominerad till en Grammy som kompositör för årets låt med Ingen sommar utan reggae. 
Johan Fjellström driver studion The Living Room Studio och produktionsbolaget Empire Music Production i Stockholm sedan 1998. Några av Johan Fjellströms största framgångar är Ingen sommar utan reggae med artisten Markoolio (dubbel platina) och som producent till När vi två blir en (guld) med gruppen Miio. Tillsammans med producenten Joakim Udd startade de gruppen "Star Pilots" som blev en av 2008 största sommarhit med låten "In The Heat Of The Night".  Johan Fjellström har även skrivit filmmusik till filmen Blodsbröder och producerat musik till datorspelet The Sims 2 åt datorspelstillverkaren EA-Games i Kalifornien, USA. 
Fjellström har sedan 2002 även arbetat "tätt" tillsammans med dragshowgruppen The Diamond Dogs och producerat allt deras audio- och filmmaterial med hjälp av artister som Shirley Clamp, Arja Saijonmaa, Nanne Grönvall, Suzanne Reuter, Linda Bengtzing, Charlotte Perrelli och Sissela Kyle.

## Diskografi
1. Markoolio / Ingen Sommar Utan Reggae / Sony BMG 2007 / Dubbel Platina
2. Markoolio / En Vecka I Phuket / Sony BMG 2012
3. Markoolio / Borta Bra Men Hemma Bäst / Sony BMG 2012
4. Markoolio / IdolLåten / Sony BMG 2007
5. Markoolio / Vad Gör Du? / Sony BMG 2007
6. Alcazar / Burning / Sony BMG 2008
7. BWO / Thunderbolt / Bonnier Amigo 2009
8. Marie Picasso / Sorry / BTM Records 2003
9. Lutricia McNeal / Everything / Arcade 1999
10. Star Pilots / In The Heat Of The Night / EMP Records / 2008
11. Star Pilots / Higher / EMP Records / (Melodifestivalen 2009)
12. Star Pilots / I'm Alive / EMP Records / 2010
13. Star Pilots / Heaven Can Wait / EMP Records / 2011
14. Timoteij / Stormande Hav / (Melodifestivalen 2012)
15. Timoteij / Kom / (Melodifestivalen 2010)
16. Timoteij / Längtan / 2010
17. Timoteij / Ingen Ide / 2010
18. Timoteij / Högt Över Ängarna / 2010
19. Timoteij / Glöm Mig / 2010
20. Timoteij / Fånga Dagen / 2010
21. Timoteij / Feber / 2010
22. Timoteij / Dansar I Månens Sken / 2010
23. The Sims 2 / Booglurbia (West End Girls) / EA-Games / 2006
24. Bosson / All Because Of You / MNW 2000
25. Verona / La Musica / Warner  (Melodifestivalen 2007)
26. Verona / Ti Sento / Bonnier 2005 / Top 10 på Singellistan
27. Victoria Silvstedt / Girl On The Run / EMI 1999
28. Victoria Silvstedt / Hello Hey (Remix) / EMI 1999
29. Big Brother / Mediahora / Warner 2000 / GuldSkiva
30. Basic Element / Out Of This World / Stockhouse 2000
31. Zara Larsson / My Heart Will Go On / Sony BMG / 2008
32. Miio / När Vi Två Blir En / Warner S-56 2003 / GuldSkiva
33. Miio / Ska Vi Gå Hem Till Dig / Warner S-56 2003 / GuldSkiva
34. Miio / Hänger Utanför Din Dörr / Warner S-56 2003
35. Miio / Kom Och Värm Dig / Warner S-56 2003
36. Miio / Fantasi / Warner S-56 2003
37. Miio / Precis Som Du / Warner S-56 2003
38. Miio / Regn Hos Mig / Warner S-56 2003
39. Miio / Det Hjärta Som Brinner / Warner S-56 2003
40. Miio / När Alla Vännerna Gått Hem / Warner S-56 2003
41. Miio / Precis Som Du / Warner S-56 2003
42. Miio / Do Ya Think I'm Sexy / Warner S-56 2004
43. Miio / Only You / Warner S-56 2004
44. Miio / So Emotional / Warner S-56 2004
45. Miio / Untouchable / Warner S-56 2004
46. Miio / Girls Just Want To Have Fun / Warner S-56 2004
47. West End Girls / What Have i Done To Deserve This / EMI 2008
48. West End Girls / Domino Dancing / Sony BMG 2006 / Top 3 på Singellistan
49. West End Girls / West End Girls / Sony BMG 2006
50. West End Girls / Suburbia / Sony BMG 2006
51. West End Girls / Rent / Sony BMG 2006
52. West End Girls / Shopping / Sony BMG 2006
53. West End Girls / Being Boring / Sony BMG 2006
54. West End Girls / It's A Sin / Sony BMG 2006
55. West End Girls / Jealousy / Sony BMG 2006
56. West End Girls / Go West / Sony BMG 2006
57. AYO / A.Y.O. / BMG 2001
58. Camilla Brinck / Heaven / Virgin 2001
59. Camilla Brinck / Reminiscing / Virgin 2001
60. Camilla Brinck / Tell Me / Virgin 2001
61. SuperBoy / What's That Girl Doing With That Boy? / Bonnier 2004
62. Bamma B / Shalalalaleng / MNW 2000
63. Edison Chen / Buggin' Me / 2004
64. Edison Chen / What If / 2004
65. K-otic / Sorry f / Zomba Jive 2001
66. Peaches / Dum Bom! / Scandinavian Records 2003
67. Peaches / Daddy Cool / Scandinavian Records 2003
68. Peaches / Ut i Natten / Scandinavian Records  2003
69. Peaches / Följ Med Mig Ut  / Scandinavian Records  2003
70. Peaches / Dra Till Magaluf  / Scandinavian Records  2003
71. Papa Rooster / A La La La Long  / Bonnier 2001
72. Joakim Hillson / Det Var då / 2004 (Filmmusik Blodsbröder 2)
73. Tivoli / Vill Vara Med Dig / Warner 1999
74. Tivoli / Bästa Vänner / Warner 1999
75. Becca / Come And Get My Love  / V2 Holland 2000
76. Marcus Öhrn / När Veckan Är Slut  / Mariann Records 2004
77. Marcus Öhrn / Ut I Natten / Mariann Records 2004
78. Balsam Boys / Balsam Ge Oss Mer / EMI 2000
79. Torgeir & Kjendisene/ Ingen Sommer Uten Reggae / 2008
80. PopKidz/ Om Bara Du / Sony BMG / 2008
81. PopKidz/ Dansa I Neon / Sony BMG / 2008
82. PopKidz/ Efter Kärleken / Sony BMG / 2008
83. PopKidz/ Att Älska Dig / Sony BMG / 2008
84. PopKidz/ Evighet / Sony BMG / 2008
85. PopKidz/ Värsta Schlagern / Sony BMG / 2008
86. PopKidz/ ABC / Sony BMG / 2008

## Låtar av Fjellström

### Melodifestivalen
- 2007 – La musica med Verona (skriven tillsammans med Joakim Udd, Karl Eurén och Robert Rydholm).
- 2009 – Higher med Star Pilots (skriven tillsammans med Joakim Udd och Johan Becker).
- 2012 – Stormande hav med Timoteij (skriven tillsammans med Kristian Lagerström, Stina Engelbrecht och Jens Engelbrecht).